# Simpel (Roman)
Simpel (französisch: Simple) ist ein Jugendbuch der französischen Autorin Marie-Aude Murail aus dem Jahr 2004. Der Roman handelt von einem geistig behinderten jungen Mann, der gemeinsam mit seinem Bruder in eine Wohngemeinschaft zieht. Das Buch wurde 2017 von Markus Goller unter demselben Titel verfilmt. Das Buch basiert laut der Autorin Marie-Aude Murail auf wahren Gegebenheiten.

## Handlung
Barnabé Maluri, „Simpel“ (im Französischen „simple“) genannt, ist 22 Jahre alt, aber geistig auf dem Stand eines Dreijährigen. Seine Mutter ist gestorben; sein jüngerer Bruder Colbert (französisch Kléber) (17) hat ihr vor ihrem Tod versprochen, sich um Simpel zu kümmern, und nimmt ihn zu sich, nachdem der Vater eine neue Partnerin gefunden und Simpel in einem Heim untergebracht hat, in dem dieser nicht zureichend betreut worden ist. Colbert zieht mit Simpel nach Paris, wo er die Abschlussklasse eines Elitegymnasiums besucht und anschließend studieren möchte. Nach kurzem Aufenthalt bei einer alten Tante finden sie zwei Zimmer in einer Wohngemeinschaft, zu der bereits vier Studierende gehören: die schöne Aria, ihr 25-jähriger Freund Emmanuel, ihr Bruder Corentin und dessen Freund aus Kinderzeiten, Enzo. Enzo gibt sich depressiv und wenig unternehmungslustig, weil er in Aria verliebt ist und keine Chance sieht, diese für sich zu gewinnen; Corentin ist unzufrieden mit Enzos launenhaftem Wesen, dem er die Schuld daran gibt, dass er keinen Kontakt zu Mädchen finden kann, und Aria nimmt von Enzos Leiden gar nichts wahr, bis Simpel auf einem Streifzug durch die Wohnung ein angefangenes Romanmanuskript entdeckt, das Enzo geschrieben hat und in dem er wenig verschlüsselt seine Liebe zu Aria behandelt. Simpel deponiert es in Arias Zimmer, die den Text liest und Enzo plötzlich mit anderen Augen betrachtet. Überhaupt brechen Simpel, sein Stofftier Monsieur Hasehase und Colbert sowie dessen Freundinnen Béatrice und Zahra eingefahrene Strukturen im Hause auf. Einen älteren Herrn, der unter der Wohngemeinschaft lebt und bislang immer nur über deren unmoralische Lebensweise – fälschlicherweise nimmt er an, dass all die jungen Männer ein Verhältnis mit Aria haben – und das ständige Verstopfen des Müllschluckers geschimpft hat, gewinnen Colbert und Simpel dadurch, dass sie sonntags die heilige Messe besuchen. Monsieur Gottlieb, wie er sich bald nennen lässt, rettet Monsieur Hasehase mehrfach davor, verlorenzugehen, was für Simpel eine Katastrophe darstellen würde, und wird nach und nach zum Vertrauten Enzos, dessen Kampf um Aria er mit allerlei Ratschlägen zu unterstützen sucht. Eine Angestellte des Jugendamtes, die auf Betreiben Monsieur Maluris Simpel wieder ins Heim zu bringen versucht, löst große Verwirrung bei den Eltern Arias und Corentins aus, nachdem sie von Simpel in die Irre geführt worden ist und diesen mit Corentin verwechselt hat. Zahra triumphiert schließlich über ihre Rivalin Béatrice und Enzo bekommt seine Chance bei Aria. Freilich tritt dieses glückliche Ende erst nach allerlei Komplikationen ein. Zeitweise ist Simpel sowohl für seinen Bruder als auch für die Mitbewohner nur schwer erträglich; das Experiment, ihn unter der Woche in der Anstalt betreuen zu lassen, glückt nicht, und Monsieur Maluris Vorstoß, ihn überhaupt wieder dort unterzubringen, endet damit, dass Simpel, verkleidet als seine Phantasiefigur Monsieur Mutchbinguen, aus der Anstalt flieht und orientierungslos durch Paris irrt. Als er schließlich von zwei Prostituierten aufgegriffen wird, die Colbert verständigen, ist dessen Erleichterung unendlich groß, und es steht für ihn und seine Mitbewohner – mit Ausnahme von Arias ehemaligem Freund – nun fest, dass er Simpel nicht wieder von seiner Seite lassen wird.

## Rezeption

### Rezensionen
„Der Roman der Französin Marie-Aude Murail über einen Jugendlichen mit Behinderung ist eine verwirrend komische Huldigung des Andersseins und der Liebe.“

„Was für ein warmherziges Buch, das ein aktuelles Thema so ganz anders angeht als die meisten! [...] Der Leser kommt aus dem Lachen kaum heraus,
auch wenn es einem manchmal eher im Hals stecken bleibt oder man eigentlich lieber eine stille Träne verdrücken will. Auf diese unnachahmlich beschwingte heitere Art, die der Leser zu schätzen weiß, behandelt Marie-Aude Murail auch hier Themen unserer heutigen Gesellschaft und zwingt ihre Leser, diese Probleme zur Kenntnis zu nehmen und sich viel gezielter damit auseinanderzusetzen. Dabei räsoniert sie weder noch behandelt das Thema in irgendeiner Weise abstrakt oder theoretisch. In der Tat wird es nicht einmal als Problem formuliert – die Handlung spricht für sich selbst.“

### Auszeichnungen
- 2006: Prix des lycéens allemands[2]
- 2008: Deutscher Jugendliteraturpreis (Jugendjury)[3]

## Ausgaben
- Marie-Aude Murail: Simpel. Fischer-Taschenbuch-Verlag, Frankfurt am Main 2010, ISBN 978-3-596-18596-2 (Deutsche Ausgabe).
- Simple. 1. Auflage. Klett Sprachen, Stuttgart 2006, ISBN 3-12-592250-X (französisch, Französische Ausgabe).
- Simple. 14. Auflage. Fischer Taschenbuch Verlag, Frankfurt 2013, ISBN 978-3-596-80649-2 (Deutsche Ausgabe).